# Life's Too Short
Life's Too Short è una serie televisiva britannica, creata da Ricky Gervais e Stephen Merchant. La sitcom, realizzata con la tecnica del falso documentario, è co-prodotta con il canale via cavo HBO e trasmessa in prima visione su BBC Two dal 10 novembre 2011.
Nonostante l'iniziale rinnovo a una seconda stagione, nel gennaio del 2013 è stato annunciato che la serie si sarebbe conclusa con un episodio speciale, che è stato trasmesso il 30 marzo 2013.

## Trama
L'attore e agente cinematografico Warwick Davis tenta di risollevare la sua carriera partecipando alla lavorazione di un documentario sulla sua vita.

## Episodi
| Stagione       | Episodi | Prima TV USA | Prima TV Italia |
| -------------- | ------- | ------------ | --------------- |
| Prima stagione | 7       | 2011         | 2014            |

## Produzione

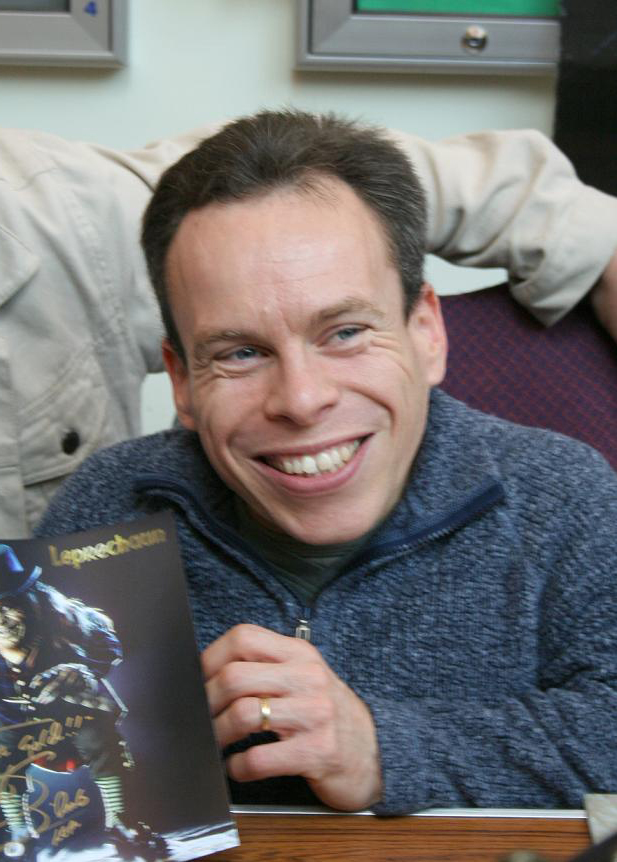
Warwick Davis è il protagonista della serie.

Nel febbraio 2010 Gervais e Merchant menzionarono per la prima volta di stare scrivendo per una nuova serie chiamata Life's Too Short.
L'episodio pilota fu commissionato dalla BBC nell'aprile 2010. Gervais dichiarò che tuttavia la serie sarebbe stata trasmessa solo a riprese concluse. Il 17 settembre 2010 la BBC annunciò che gli episodi commissionati sarebbero stati girati nel 2011.
Nel giugno 2010, presso il Banff World Television Festival, Gervais descrisse Life's Too Short come «la cosa più divertente che abbiamo mai fatto». Stephen Merchant dichiarò che nella serie avrebbero largamente fatto uso della comicità fisica di Warwick Davis, attore protagonista affetto da nanismo.
Stephen Merchant confermò che le riprese sarebbero iniziate nel maggio 2011. Vennero confermati come membri del cast gli attori Jo Enright, che avrebbe interpretato la moglie di Warwick Davis, Shaun Williamson nel ruolo di se stesso, Cat Deeley, Rosamund Hanson, Kiruna Stamell e Jamie Dodd.
La serie è prodotta da Charlie Hanson (che si occupò in precedenza di Extras) e da Michelle Farr; Gervais e Merchant sono invece i produttori esecutivi, insieme a Mark Freeland.

## Personaggi e interpreti
Warwick Davis, Ricky Gervais e Stephen Merchant interpretano se stessi. Del cast principale fanno inoltre parte Jo Enright nel ruolo di Sue, ex moglie di Warwick, e Rosamund Hanson in quello di Cheryl Wilkins, l'ottusa segretaria di Warwick.
In ciascun episodio sono previsti inoltre camei di attori e altri personaggi dello spettacolo.

## Camei
- Liam Neeson (episodio 1)
- Johnny Depp (episodio 2)
- Helena Bonham Carter (episodio 3)
- Right Said Fred (episodio 4)
- Steve Carell (episodio 4)
- Ramin Karimloo (episodio 5)
- Cat Deeley (episodio 6)
- Ewen MacIntosh (episodio 6)
- Sting (episodio 7)
- Sophie Ellis-Bextor (episodio 7)
- Val Kilmer (episodio 8)